# Арогенез
Арогенез — напрям еволюції, при якому, в результаті придбання нових великих пристосувань, розвиток груп супроводжується
розширенням адаптивної зони і виходом в інші природні зони; процес перетворення організації, що веде до ароморфозу (синонім — анагенез). Іноді використовується як синонім поняття ароморфозу, що є не зовсім коректним. Арогенез як макроеволюційний процес не може бути неперервним, оскільки в цьому випадку втрачається наступність та адаптації для організмів (таксонів) виявляються неможливими. Тому як постійний еволюційний процес арогенез може уявлятись тільки як певна ідеальна лінія, складена з розвитку різних таксонів.